# (200202) 1999 RZ251
(200202) 1999 RZ251 es un asteroide perteneciente al cinturón de asteroides, descubierto el 7 de septiembre de 1999 por el equipo del Catalina Sky Survey desde el Catalina Sky Survey, Arizona, Estados Unidos.

## Designación y nombre
Designado provisionalmente como 1999 RZ251.

## Características orbitales
1999 RZ251 está situado a una distancia media del Sol de 2,576 ua, pudiendo alejarse hasta 3,007 ua y acercarse hasta 2,145 ua. Su excentricidad es 0,167 y la inclinación orbital 10,76 grados. Emplea 1510,48 días en completar una órbita alrededor del Sol.

## Características físicas
La magnitud absoluta de 1999 RZ251 es 15,7. Tiene 5,284 km de diámetro y su albedo se estima en 0,033.